# Rubem Robierb
Rubem Robierb (Maranhão, Brasil; 1 de diciembre de 1976) es un conocido artista visual brasileño.

## Biografía
Rubem Robierb es un artista visual cuya línea de trabajo se vincula con el arte pop por el uso de la imagen bidimensional y su repetición como recurso, valiéndose de la figuración para transmitir al espectador imágenes cuyo significado puede leerse entre líneas. Cuenta con importantes exposiciones individuales y ha participado en numerosas exposiciones colectivas. Su trabajo fotográfico temprano ha sido reconocido con nueve menciones honorarias en el International Photography Awards (2012). 

## Obra
Rubem Robierb nació en Maranhão, Brasil, una región que se ha destacado por ser la cuna de numerosos poetas. Desde joven Robierb comenzó a escribir poesía. Sin embargo, al poco tiempo desarrolló interés por la fotografía y su capacidad de movilizar emotivamente al observador a través de la imagen. No es de extrañar, por tanto, que el artista señale que su trabajo es «poesía convertida en imágenes».
A los veinte años de edad se trasladó a São Paulo, con la intención de asistir a la escuela de fotografía. Entonces comenzó a hacer fotografía comercial para la industria publicitaria. Su obra llamó la atención de la Asociación Art et Partage, que en 2005 le comisionó su primera exposición individual, Brezil Autrement (De lo contrario Brasil) en Aix-en-Provence, Francia. Posteriormente, galerías de São Paulo, Zúrich, Mónaco, París y Milán exhibieron sus fotografías. En 2008 Robierb se radicó en Miami, EE. UU., atraído por la mezcla latina de la ciudad. Abrió un estudio en Wynwood y empezó a participar en el ambiente artístico de la ciudad, con una presencia constante en la semana de Art Basel de Miami Beach y sus ferias satélites. En esa época comenzó a experimentar con imágenes fotográficas impresas en papel metálico sobre plexiglás con las que logró grandes formatos de alta calidad expresiva. En 2009 participó en Red Dot (Art basel) con la serie Eros/Thanatos, un grupo de imágenes en las que el artista investigó el frágil límite que existe en la sexualidad humana, entre el éxtasis y el sufrimiento. En 2011 exhibió la serie Show Me The Money (Muéstrame el dinero), en la que aplastó billetes y los fotografió contra un fondo negro sólido, creando imágenes que engañan la percepción y cuestionan los cánones tradicionales del poder económico. El ambiente de Wynwood, en el corazón del distrito del arte de Miami, con sus murales, arte callejero y vibrantes galerías, lo nutrió con imágenes que lo invitaron a volcarse a su tercera vía expresiva, la pintura. En 2012 Robierb comenzó a experimentar con el tema de las mariposas y las balas en la serie Bullet Fly Effect, un grupo de imágenes en el que realizó composiciones que fusionaban el cuerpo de las mariposas, símbolo de la belleza, con elementos bélicos como balas o ametralladoras con un resultado que dramáticamente evoca imágenes de transformación, belleza, guerra y muerte, al tiempo que establece una referencia con el efecto mariposa de la Teoría del Caos, según el cual el batir de las alas de una mariposa en Nueva York puede causar un tsunami en Japón. En ICONS 2014 (Semana de Art Basel, Miami Beach), el artista presentó su serie HeArt con la que yuxtapone el valor simbólico del corazón con signos y frases cotidianas.
En 2015 Robierb fue comisionado por la ciudad de Fort Lauderdale para realizar Metamorph-Us, un mural de grandes dimensiones en el centro de esa ciudad, en las paredes externas del Shade-Post, un espacio de usos múltiples relacionados con el arte y el diseño.
Ha utilizado diversidad de técnicas y materiales, en función del mensaje que desea que transmita la obra: pintura acrílica, polvo de diamante, aluminio, fotografía, grafiti.
Fue considerado uno de los artistas emergentes destacados en Art Southampton 2015.
Robierb ha participado en exposiciones colectivas como Corpo Revelado, Blue Life Cultural Space, São Paulo, Brasil (2006), Art Curial Monaco for Fight Aids Foundation Monaco (2007), Photophantasma, Avant Gallery, Miami (2009), ArteAmericas Art Fair, Canal Gallery, Miami (2012), entre otras.
Rubem Robierb y su pareja de varios años Sam Champion anunciaron su compromiso el 5 de octubre de 2012, se casaron el 21 de diciembre de ese mismo año. Ambos han sido activistas del matrimonio igualitario,apoyan fundaciones como GLAAD, entre otras, y el 3 de mayo de 2013 en la Cena de Gala de Atlanta, Champion, acompañado por Robierb, recibió el premio a la Visibilidad, otorgado a quienes públicamente ayudan al avance de la causa LGTB.

## Exposiciones individuales
- 2019 ”Climate Meltdown”, Arte Fundamental Gallery, Miami, EE. UU.
- 2018 ”Metamosphosis” , Sagamore Hotel , Miami, EE. UU.
- 2018 ”Metamosphosis” , Taglialatella Gallery, Nueva York, EE. UU.
- 2018 ”Metamosphosis” , Taglialatella Gallery, Toronto, Canadá
- 2018 ”Metamosphosis” , Taglialatella Gallery,  París, Francia
- 2017 ”And The Truth Will Set You Free”, Arte Fundamental Gallery, Miami, EE. UU.
- 2017 ”Rubem Robierb New Works”, Octavia Gallery, Houston, EE. UU.
- 2017 ”Rubem Robierb New Works”, Octavia Gallery, Nueva Orleans, EE. UU.
- 2016 ”Rubem Robierb New Works”, Taglialatella Galeries, Nueva York, EE. UU.
- 2015 Metamorph-Us, Fort Lauderdale, USA 2015 ”HeArt” Gallery 212, Aspen, EE. UU.
- 2014 ”F-Light”, Atlanta, EE. UU.
- 2013 ”Bullets and Butterfies”, Taglialatella Galeries, Nueva York, EE. UU.
- 2012 ”Bullet-Fly Effect”, Emmanuel Fremin Gallery, Nueva York, EE. UU.
- 2011 ”Show Me the Money”, Curators Voice Gallery, Miami, EE. UU.
- 2009 ”Eros/Thanatos” Miami, EE. UU.
- 2008 ”Spiritual Portrait”, Miami, EE. UU.
- 2008 ”Faith”, Miami, EE. UU.
- 2006 ”Brésil Autrement”, Gallery of the L’Open, São Paulo, Brasil
- 2006 ”Brésil Autrement”, Ilana Gallery, Paris, Francia
- 2006 Brésil Autrement, Image Gallery The House, Zúrich, Suiza
- 2005 ”Brésil Autrement”, Alliance Française, São Paulo.
- 2005 ”Brésil Autrement”, Gallerie d’Art Contemporin, Aix-en-Provence, Francia

## Reconocimientos
Menciones Honorarias en el International Photography Awards (Los Ángeles, California, EE. UU., 2012)
- Serie Eros Thanatos– Categoría Bellas Artes: Desnudos.
- Serie Pop Saints– Categoría Bellas Artes: Collage.
- Serie Show me Money– Categoría Bellas Artes: Naturaleza muerta.
- Serie Bullet-Fly Effect– Categoría Bellas Artes: Collage.
- Serie Casa das Minas – Categoría Bellas Artes: Cultura.
- Serie Casa das Minas– Categoría Gente: Naturaleza muerta.
- Serie See– Categoría Bellas Artes: Retrato.
- Serie See– Categoría Gente: Retrato.